# Asch (ballet)
Pour les articles homonymes, voir Asch.
Asch est la toute première création de la chorégraphe belge de danse contemporaine Anne Teresa De Keersmaeker, créée en 1980 pour deux danseurs.

## Historique
Asch est la première œuvre d'envergure de De Keersmaeker, écrite durant ses années passées à Mudra avant de partir aux États-Unis où elle posera réellement les bases de son style. Considérée comme une œuvre de jeunesse mêlant théâtre et danse, elle ne sera donnée qu'à cinq reprises en octobre 1980 lors de sa création au Nieuwe Workshop de Bruxelles.

## Structure
Composée de quatre parties, cette pièce met en scène dans un décor de tissus et de néons, une jeune femme dansée par De Keersmaeker faisant la rencontre d'un pilote d'avion accroché à son parachute.

## Fiche technique
- Chorégraphie : Anne Teresa De Keersmaeker
- Danseurs à la création : Anne Teresa De Keersmaeker et Jean-Luc Breuer[2]
- Musique originale : Serge Biran et Christian Copin
- Scénographie : René Fromont (lumières)
- Production : Avila, Europalia België, Workshop
- Première : 21 octobre 1980 au Nieuwe Workshop de Bruxelles
- Représentations : 5 à ce jour
- Durée :